# Mirabel, Ardèche

Mirabel este o comună în departamentul Ardèche din sud-estul Franței. În 1 ianuarie 2022 avea o populație de 777 de locuitori.